# Municipio de Vigo
El municipio de Vigo (en inglés: Vigo Township) es un municipio ubicado en el condado de Knox en el estado estadounidense de Indiana. En el año 2010 tenía una población de 4031 habitantes y una densidad poblacional de 23,19 personas por km².

## Geografía
Según la Oficina del Censo de los Estados Unidos, tiene una superficie total de 173.8 km², de la cual 171.28 km² corresponden a tierra firme y (1.45%) 2.52 km² es agua.

## Demografía
Según el censo de 2010, había 4031 personas residiendo. La densidad de población era de 23,19 hab./km². De los 4031 habitantes, estaba compuesto por el 97.84% blancos, el 0.32% eran afroamericanos, el 0.3% eran amerindios, el 0.12% eran asiáticos, el 0.02% eran isleños del Pacífico, el 0.32% eran de otras razas y el 1.07% pertenecían a dos o más razas. Del total de la población el 1.81% eran hispanos o latinos de cualquier raza.